# Фейкові новини

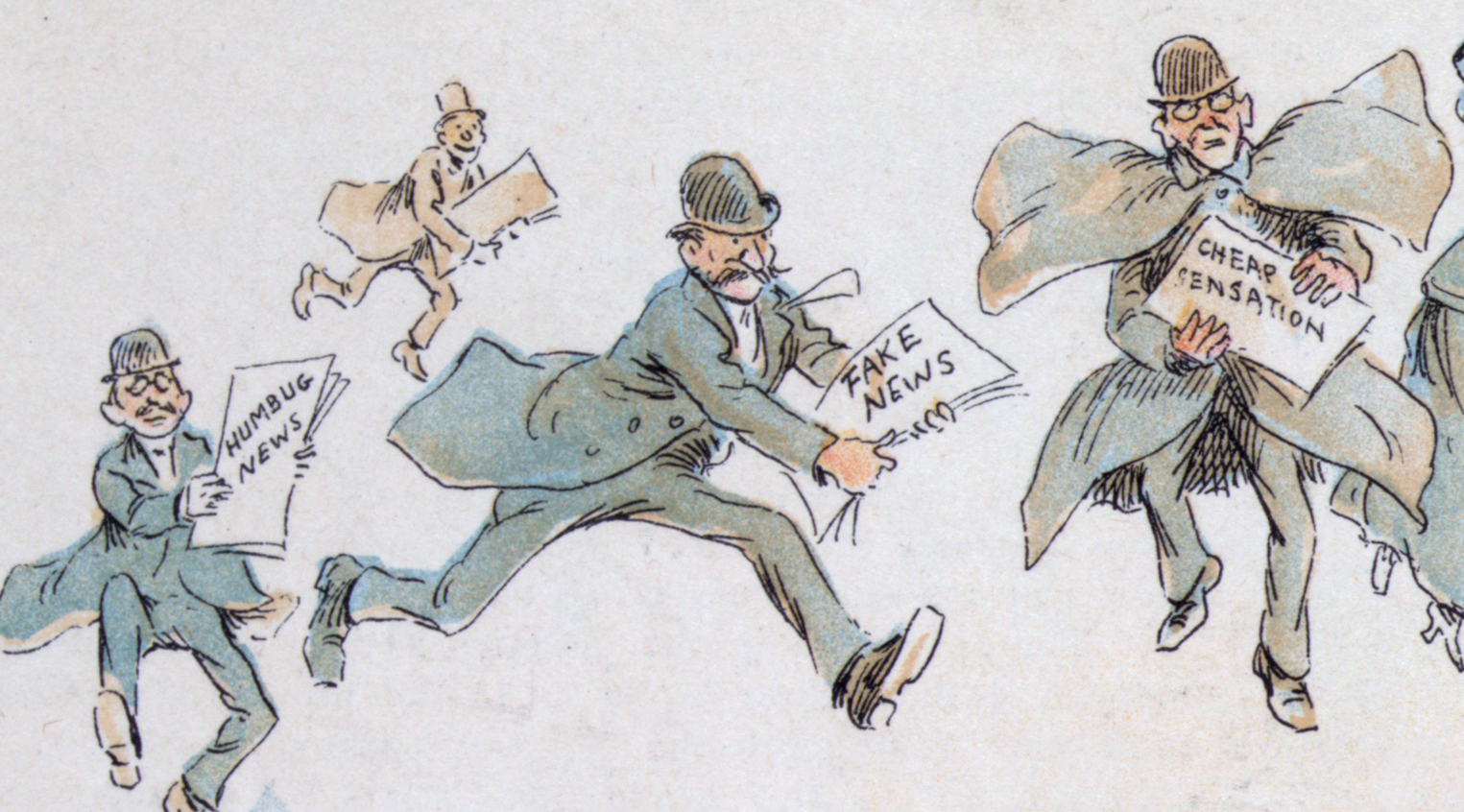
Карикатура 1894 року

Фейкові новини, Фейк-ньюз(-с) (від англ. fake news — підроблені / імітаційні новини) — підробка чи імітація новин (маніпулятивне спотворення фактів; дезінформація), яку створено з ігноруванням редакційних норм, правил, процесів, прийнятих у ЗМІ для забезпечення відповідності та перевіреності, та яка не витримує жодних, навіть поверхневих, перевірок на відповідність та реальність, але, попри це, має потужний вплив на свідомість великої кількості людей.

## Тлумачення
| «Як зазначається у словнику Меріам-Вебстер (Merriam-Webster), поняття fake news в англомовному інформаційному просторі з'явилося наприкінці ХІХ ст., з поширенням використання прикметника fake/fake news — «підроблений/підроблені новини» замість false/false news — «неправдивий/неправдиві новини». Між цими словами існує різниця, яка дозволяє встановити між ними певні родо-видові відношення: false означає передусім «неправдивий» (not true), «некоректний» (incorrect), водночас fake є не просто «неправдивий» (not true), але «імітуючий» (imitation), «підробний» (counterfeit), тобто характеризує явища та предмети, що копіюють, імітують ті, які реально існують. Саме такий зміст поняття визначає одну з основних рис фейкових новин — імітаційність.»[4] |

## Загальні відомості
Феномен впливу фейк-ньюз на масову свідомість досяг свого апогею з глобальним поширенням соціальних мереж, власне сам ставши проблемою глобальною.

| Ми знаємо, що за правдивими новинами, фейк-ньюз розповсюджуються соціальними мережами наче вірус. Проте розуміння кількості людей, що зіткнулися або поділилися фейк-ньюз, це не розуміння того, скільки людей їх читало або перебувало під їхнім впливом. Аналіз середньо- та довготермінового впливу фейкових новин на електоральні вподобання (наприклад, чи голосувати та як голосувати), по суті, не описано. Вплив може бути невеликим — факти свідчать, що спроби політичних кампаній переконати людей мають обмежені наслідки. Проте за посередництва численних фейк-ньюз у соціальних мережах можуть проявитися наслідки такого впливу у вигляді прихованої підтримки, що походитиме від належності до певних спільнот. Окрім власне електоральних впливів, те, що ми знаємо про наслідки впливу медіа, загалом свідчить про багато інших потенційних шляхів, від збільшення цинізму та апатії до заохочення до екстремізму. У цьому відношенні вплив фейк-ньюз оцінюється недостатньо.[1][5] |
| За дослідженнями EU vs Disinformation campaign за 2018 рік у РФ з однієї тисячі випадків дезінформації 461 безпосередньо стосувався України. Цю дезінформацію було спрямовано як на внутрішнього споживача, так й зовні (враховуючи й власне Україну).[6][7] |
| За опитуванням КМІС в Україні кожен третій респондент визнав, що не може відрізнити фейк-ньюз від правдивої інформації.[8] Інше опитування цієї ж компанії констатувало поступовий реванш проросійських настроїв у політиці регулювання інформаційної сфери в Україні протягом другого-третього кварталів 2018 року.[9] |
Наразі фейк-ньюз стали причиною ще однієї проблеми — під гаслом боротьби з фейковими новинами впроваджується державна монополізація чи невиправдано жорсткий контроль за ЗМІ, переважно у країнах з нерозвиненими громадянським суспільством й політичною культурою, та, як правило, з авторитарною владою.
| У звіті Freedom House «Свобода в мережі 2018» (Freedom on the Net 2018) після моніторингу 65 країн світу виявлено, що у 32 країнах на державному рівні утримуються боти для маніпулювання суспільними настроями. «Пропаганда та дезінформація отруює цифрову сферу, а авторитарні режими та популісти використовують боротьбу проти фейкових новин для того, щоби ув'язнювати журналістів та критиків. Для цього часто використовують закони, які покликано протидіяти поширенню фальшивої інформації.» «Ефективна боротьба з дезінформацією та екстремізмом в мережі потребує розумних рішень, починаючи від освіти в галузі цифрової освіченості до партнерства між громадянським суспільством та технологічними компаніями. Проте багато держав, запроваджуючи нові закони про ЗМІ, більше стурбовані утвердженням політичного домінування в онлайн-сфері, ніж захистом населення від фейкових новин. Уряди Ірану, Росії, Єгипту, Венесуели, Білорусі, Китаю та Камбоджі вжили всіх заходів для того, аби заглушити незалежні голоси, по суті стверджуючи, що тільки держава може об'єктивно визначати що є правдою, а що вигадками.»[10][11] |
Можна констатувати автоматизацію поширення фейкових новин відповідними російськими структурами, що переводить обсяги та інтенсивність поширення на новий, активніший рівень.
І це не поодинокий випадок.
| «У компанії OpenAI розробили алгоритм, який буде здатний генерувати фейкові сюжети з переконливим текстом на основі декількох слів. Через потенційну небезпеку розробники не публікували повну версію. Спочатку алгоритм мали навчити перекладати та робити переконливий передрук текстів. Утім у процесі розробки, зрозуміли, що алгоритм можна використовувати для публікації фейкових новин. Розробники сказали, що у системи є декілька проблем: вона часто видає плагіат і пише поверхнево, але іноді „потрапляє в точку“. … Директор з політики компанії Джек Кларк вважає, що протягом двох років може з'явитися система, яка буде видавати переконливі фейкові новини постійно. Для їхнього спростування потрібен буде детальний факт-чекінг.»[14] |

## Загальні характеристики

### Особливості
Фейк-ньюс та їхнє поширення у соціальних мережах мають характеристики та ознаки, які певною мірою можна визначити як феноменальні, а саме:
- швидкість розповсюдження фейк-ньюс усереднено вшестеро вища, ніж поширення реальних новин;
- імовірність репосту фейк-ньюс на 70 % вища від репосту реальної новини;
- умовна «глибина» поширення[15]  — певні фейк-ньюс поширювалися у десятеро швидше за реальні новини й досягали довжини ланцюжка у 19 перепостів (у реальних новин це значення майже ніколи не перевищує 10 репостів).[16]

### Базові ознаки
- Примітивізм — «Масовий продукт завжди створюється в досить спрощеній формі, без цього він не може отримати хорошого поширення»,[17] тобто фейкові новини завжди створюються для аудиторії, яка, за різних причин, не перевірятиме якості одержаної інформації.
- Надемоційне подання інформації — акцент на емоційне (особливо негативне) сприйняття, яке унеможливлює критичний аналіз.
- Ніколи не мають продовження — фейкові повідомлення ніколи не мають продовження, розраховані виключно на оперативну маніпуляцію суспільною думкою виключно зáраз, у короткотерміновій перспективі.

## Соціальні та психологічні підґрунтя
| «З точки зору нейрофілософії потужний ефект „фейк-ньюз“ та дезінформації можна визначити в контексті функцій старих структур мозку[18] та визначального впливу емоційності. Припущення, що емоції та „підтверджувальне упередження“ відіграють центральну роль у розповсюдженні „фальшивих новин“, виступає як інтуїтивна гіпотеза, оскільки відомо, що ми природно тяжітимемо до інформації, яка заспокоює або задовольняє наші усталені переконання.»[19] |
Докладніше.
- Підтверджувальне упередження (англ. confirmation bias). Схильність людини до сприйняття інформації, що підтверджує її власні переконання та ігнорування тієї інформації, що цим переконанням суперечить. Це — шлях до самоізоляції у певному колі однодумців (для соціальних мереж — віртуальних).[20] Такі групи є дуже зручними для поширення тематичних фейк-ньюз, які стають частиною системи взаємної (дез)інформації. Інше визначення для таких груп — «зона власного комфорту».[21]

| Особливо дієвим цей фактор є за цілеспрямованого накалу та нагнітання суперечок за схемою «ми — вони» (які, власне, фейк-ньюз, за потреби, й повсякчасно підтримують), що можна бачити на прикладі подій в Україні 2004 року.[22][23] |
- Фактор сенсаційності та скандальності. Новина чи повідомлення, яке має ознаки сенсації чи позиціонується як сенсаційна, має умовно пріоритетний попит у споживачів та користується підвищеною увагою останніх. «Чим скандальніша новина, тим менше її перевірятимуть, аби ніхто не спростував.»[24]
- Схильність до ілюзорної істини (англ. illusory truth) — багаторазове повторення певної інформації сприяє формуванню думки щодо її істинності та правдивості, навіть коли людина напевно знала реальний стан речей, особливо за відсутності часу/можливості чи банальних знань критично та детально розглянути питання (т.з. ефект ілюзорної істини).[25]

У спеціальному аналізі феномену фейк-ньюс під час президентських виборів у США 2016, який було опубліковано у 2018 році, автори констатували наступне:
| «… наші докази вказують на те, що люди сприймають фейкові новини, тому що вони не думають; не тому, що вони думають вмотивовано або з-за захисних аспектів мислення.»[26] |
Тобто, не зважаючи на будь-які психологічні підґрунтя (як-то упередження, емоційність тощо), головним та визначальним фактором сприяння поширенню та впливу фейк-ньюс залишається банальне небажання думати (англ. fail to think) чи то аналізувати інформацію, яка до них надходить, переважною кількістю людей.

## Факт-чекінговісайти
- Слово і діло ; Stop Fake ; VoxCheck  (з онлайн базою антології брехні політиків Nepravda.org) — Україна.
- FactCheck — США.
- Реєстр фейків України — Україна.
- EU vs DISINFO [Архівовано 6 грудня 2017 у Wayback Machine.] — ЄС.